# Radwa
Radwa (tiếng Ả Rập: رضوة) là một ngôi làng Syria nằm ở Qurqania Nahiyah ở huyện Harem, Idlib. Theo Cục Thống kê Trung ương Syria (CBS), Radwa có dân số 567 người trong cuộc điều tra dân số năm 2004.